# Henry Cubitt, II barone Ashcombe
Henry Edward Cubitt, II barone Ashcombe (Stowmarket, 14 marzo 1867 – Surrey, 27 ottobre 1947), è stato un nobile e politico inglese.

## Biografia

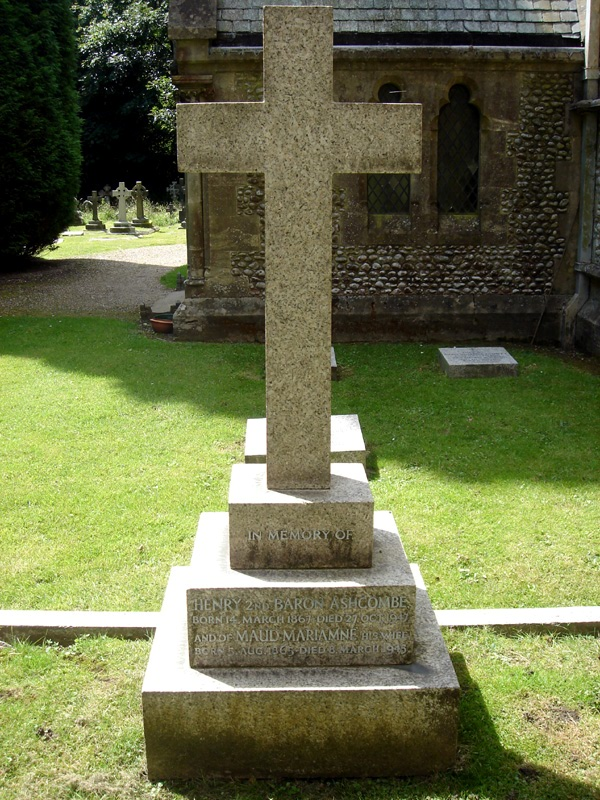
Monumento funerario di Henry Cubitt

Cubitt studiò a Eton e al Trinity College di Cambridge. Tra il 1892 e il 1906 fu eletto al Parlamento per il Partito Conservatore nel collegio di Reigate. Dal 1905 al 1939 prestò servizio come Lord luogotenente del Surrey, mentre nel 1911 fu insignito del titolo di Compagno Cavaliere (CB) dell'Ordine del Bagno.
Cubitt ereditò il baronato alla morte del padre, avvenuta nel 1917. Nel 1940 fu nominato vice luogotenente della contea di Surrey.
Denbies, una vasta tenuta nel Surrey, faceva parte dei beni da lui ereditati. Il 19 settembre 1921 il pagamento delle tasse di successione e il mantenimento di grandi proprietà immobiliari durante la prima guerra mondiale portarono alla vendita all'asta di gran parte della proprietà.
Il 12 luglio 1922 fu nominato colonnello onorario del IV battaglione, reggimento reale della regina (West Surrey) nel Territorial Army e ricevette la Territorial Decoration (TD).
Morì il 27 ottobre 1947 e fu sepolto nel cimitero della chiesa di san Barnaba, Ranmore Common, Surrey.

## Discendenza
Il 21 agosto 1890 Cubitt sposò Maud Mariamne Calvert, figlia del colonnello Archibald Motteux Calvert e di Constance Maria Georgiana Peters. La coppia ebbe sei figli, tre dei quali furono uccisi durante la prima guerra mondiale:
- Henry Archibald Cubitt (3 gennaio 1892 - 15 settembre 1916);
- On. Alick George Cubitt (16 gennaio 1894 - 24 novembre 1917);
- On. William Hugh Cubitt (30 maggio 1896 - 24 marzo 1918);
- Roland Calvert Cubitt, III barone Ashcombe (26 gennaio 1899 - 28 ottobre 1962), sposò Sonia, figlia dell'on. George Keppel e Alice Keppel;
- On. Archibald Edward Cubitt (16 gennaio 1901 - 13 febbraio 1972), sposò prima Lady Irene Helen Pratt e poi Sibell Margaret Norman;
- On. Charles Guy Cubitt (13 febbraio 1903 - 1979), sposò Rosamund Mary Edith Cholmeley,